# Manuel Posadas
Manuel Posadas (* 1860 in Buenos Aires; † 1916 ebenda) war ein afroargentinischer Geiger und Musikpädagoge.

## Leben
Posadas war ein Sohn des Journalisten Manuel G. Posadas und der Emilia Smith. Wie bereits sein Vater stand auch der Sohn, Manuel Posadas, dem ehemaligen argentinischen Präsidenten und Gründer der Zeitschrift La Nación, Bartolomé Mitre, nahe. Mit dessen finanzieller Unterstützung reiste er nach Belgien und studierte dort bei Eugène Ysaÿe. Später wurde er Erster Geiger im Orchester des Teatro Colón. Beim Karnevalsball 1903 trat er mit einem aus 40 Musikern bestehenden Orchester auf. Er unterrichtete am Instituto Nacional de Ciegos und war der Lehrer des Komponisten und Dirigenten Juan José Castro. Auch unterrichtete er seinen vierzehn Jahre jüngeren Bruder Carlos Posadas, der als Tangomusiker bekannt wurde.